# HMS Penelope (97)
L'HMS Penelope va ser un creuer lleuger de classe Arethusa de la Royal Navy. Va ser construïda per Harland & Wolff (Belfast, Irlanda del Nord); la seva quilla va ser posada el 30 de maig de 1934. Va ser avarat el 15 d'octubre de 1935, completat el 13 de maig de 1936 i assignat el 13 de novembre d'aquell any. Va ser torpedinat i enfonsada pel submarí alemany U-410 prop de Nàpols amb una gran pèrdua de vides el 18 de febrer de 1944. Durant el servei de guerra amb la Força K, va ser foradat tantes vegades per fragments de bomba que va adquirir el sobrenom de "HMS Pepperpot ".

## Història

### Flota d'aigües locals
A l'esclat de la Segona Guerra Mundial, el Penelope estava amb el 3r Esquadró de Creuers al Mediterrani, havent arribat a Malta el 2 de setembre de 1939. El Penelope i el seu vaixell germà Arethusa van ser reassignats al 2n Esquadró de Creuers de la Flota Nacional i van arribar a Portsmouth l'11 de gener de 1940. El 3 de febrer va marxar cap al riu Clyde en ruta cap a Rosyth, va arribar el 7 de febrer i va operar amb el 2n Esquadró de creuers en funcions d'escorta de combois. A l'abril i maig de 1940, va participar en la campanya de Noruega.
L'11 d'abril, el Penelope va encallar davant de Fleinvær mentre caçava vaixells mercants alemanys que entraven al Vestfjorden. La seva sala de calderes es va inundar i va quedar foradada cap endavant. El destructor Eskimo la va remolcar fins a Skjelfjord on s'havia improvisat una base avançada. Malgrat els atacs aeris, es van fer reparacions temporals i va ser remolcada a casa un mes després. Va arribar a Greenock a Escòcia el 16 de maig de 1940 on es van realitzar reparacions temporals addicionals, abans de procedir el 19 d'agost a Tyne per a reparacions permanents.
Després que les reparacions i les proves es van completar l'agost de 1941, el Penelope va reaparèixer com "un vaixell nou des de la línia d'aigua cap avall". Va tornar al 2n Esquadró de Creuers a Scapa Flow el 17 d'agost de 1941. El 9 de setembre va deixar Greenock escortant el cuirassat Duke of York fins a Rosyth. Més tard aquell mes va ser emprat per patrullar el pas d'Islàndia a les Fèroe per interceptar vaixells de superfície enemics.
El 6 d'octubre de 1941, el Penelope va abandonar Hvalfjord, Islàndia, amb un altre cuirassat, el King George V, escortant el portaavions Victorious per a l'èxit de l'Operació EJ, un atac aeri a la navegació alemanya entre el fiord de Glom i el cap de West Fjord, Noruega . La força va tornar a Scapa Flow el 10 d'octubre de 1941.

### Força K
A continuació, el Penelope i el seu germà Aurora van ser assignats per formar el nucli de la Força K amb base a Malta i van marxar de Scapa el 12 d'octubre de 1941, arribant a Malta el 21 d'octubre. El 8 de novembre, tots dos creuers i els seus destructors d'escorta van sortir de Malta per interceptar un comboi italià de sis destructors i set vaixells mercants que navegaven cap a Líbia, que havien estat albirats per avions a 37°53'N – 16°36'E. Durant la batalla del comboi Duisburg el 9 de novembre davant del cap Spartivento, els britànics van enfonsar un destructor enemic (el Fulmine) i tots els vaixells mercants.
El 23 de novembre, la Força K va tornar a navegar per interceptar un altre comboi enemic; l'endemà van enfonsar dos vaixells mercants més, el Maritza i el Procida, a l'oest de Creta. La Força K va rebre les felicitacions del primer ministre pel seu bon treball. L'1 de desembre de 1941, la Força K va enfonsar el vaixell mercant italià Adriatico , a 32°52'N – 2°30'E, el destructor Alvise da Mosto i el petrolier Iridio Mantovani a 33°45'N – 12°30'E. El Primer Lord del Mar els va felicitar el 3 de desembre.
El 19 de desembre, mentre operava a Trípoli, el Penelope va colpejar una mina però no va resultar greument danyada, tot i que el creuer Neptune i el destructor HMS Kandahar van ser enfonsats per mines en la mateixa acció. El Penelope va ser enviada a les drassanes per a reparacions i va tornar al servei a principis de gener de 1942. El 5 de gener, va sortir de Malta amb la Força K, escortant el vaixell de serveis especials Glengyle a Alexandria (operació ME9), tornant el 27 de gener, escortant el vaixell de subministrament Breconshire.

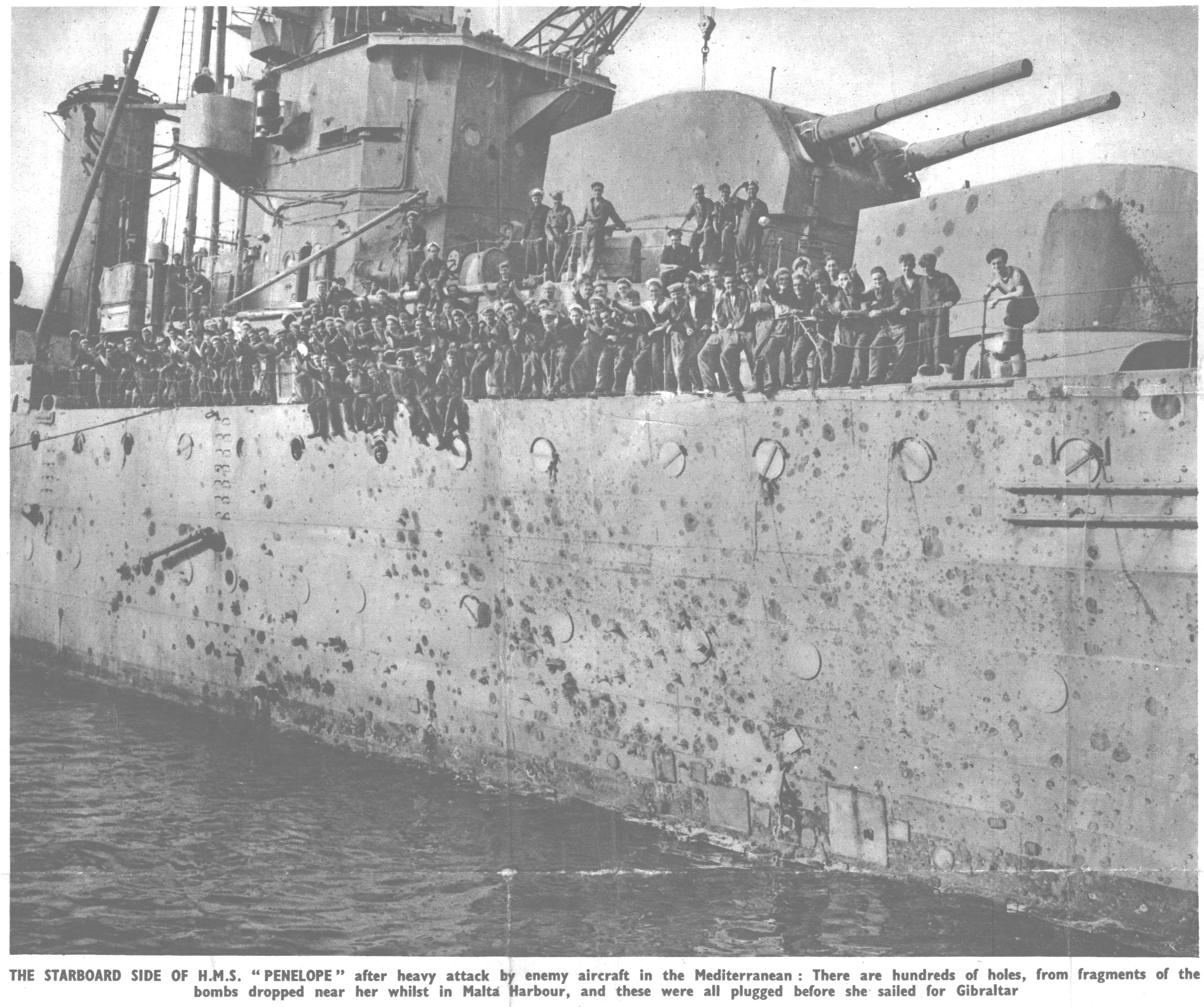
Danys al Penelope, juny de 1942

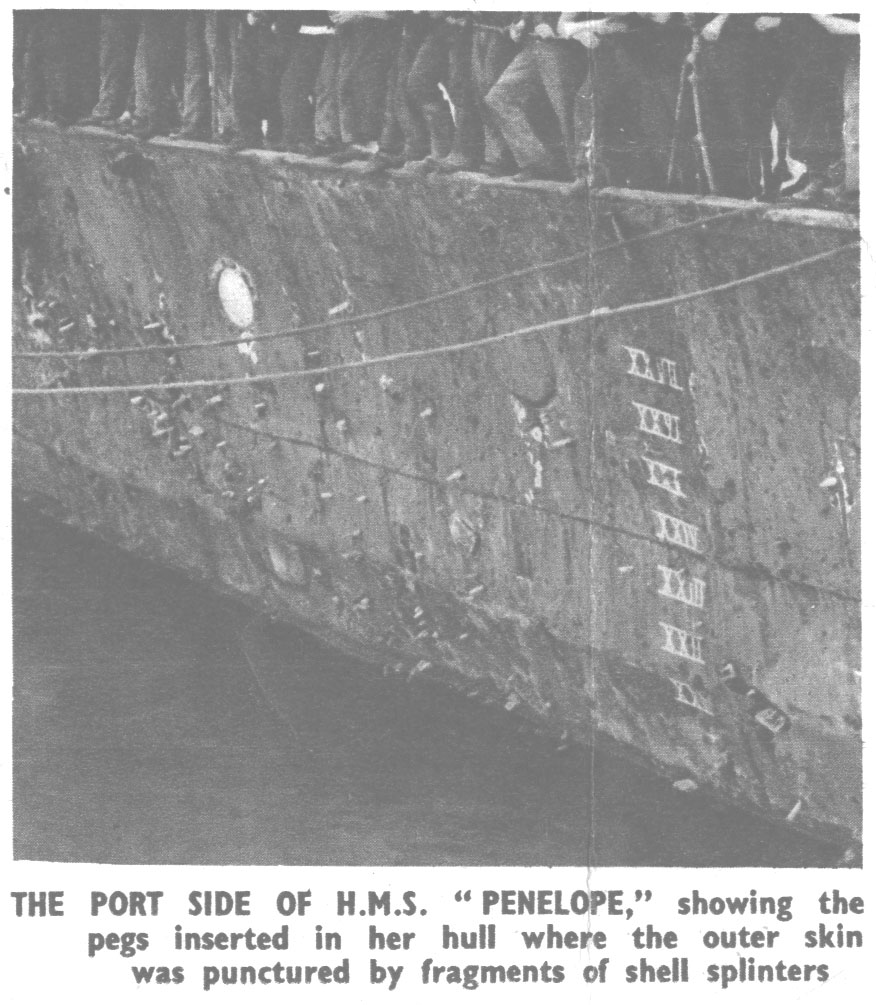
Primer pla dels danys al Penelope el juny de 1942

Va sortir de Malta, de nou amb el Breconshire el 13 de febrer de 1942 i un comboi en direcció est ajudat per sis destructors, l'Operació MG5, tornant a Malta el 15 de febrer, amb els destructors Lance i Legion. El 23 de març, va sortir de Malta amb el Legion per a l'operació MG1, un comboi més a Malta. El Breconshire va rebre un impacte i va ser portat a remolc pel Penelope i després va ser assegurat amb seguretat a una boia al port de Marsaxlokk, tota l'operació estava a càrrec de l'oficial al comandament de Penelope , el capità AD Nicholl, de la feina del qual l'oficial al comandament naval (NOIC) , Malta va expressar el seu agraïment.
El Penelope va ser perforat tant cap proa com a popa per gairebé accidents durant els atacs aeris a Malta el 26 de març. Mentre estava a l'illa, va ser atracat i reparada als dics secs de Malta. Dia rere dia va ser atacada per avions alemanys i la tripulació va treballar per arreglar una infinitat de forats de metralla, tants que va ser sobrenomenada HMS Pepperpot ; quan aquests havien estat tapats amb llargs trossos de fusta, HMS Porcupine. El carregador d'armes Penelope , Albert Hewitt, va ser volat, però va recuperar la consciència encara amb seguretat amb un obús de quatre polzades. El Penelope va navegar cap a Gibraltar el 8 d'abril i l'endemà va ser atacat repetidament des de l'aire. Va arribar a Gibraltar el 10 d'abril, amb més danys per accidents. Més tard aquell dia va rebre un senyal del vicealmirall, Malta, "Fidel a la seva forma habitual. Felicitats".

### Reparacions i premis

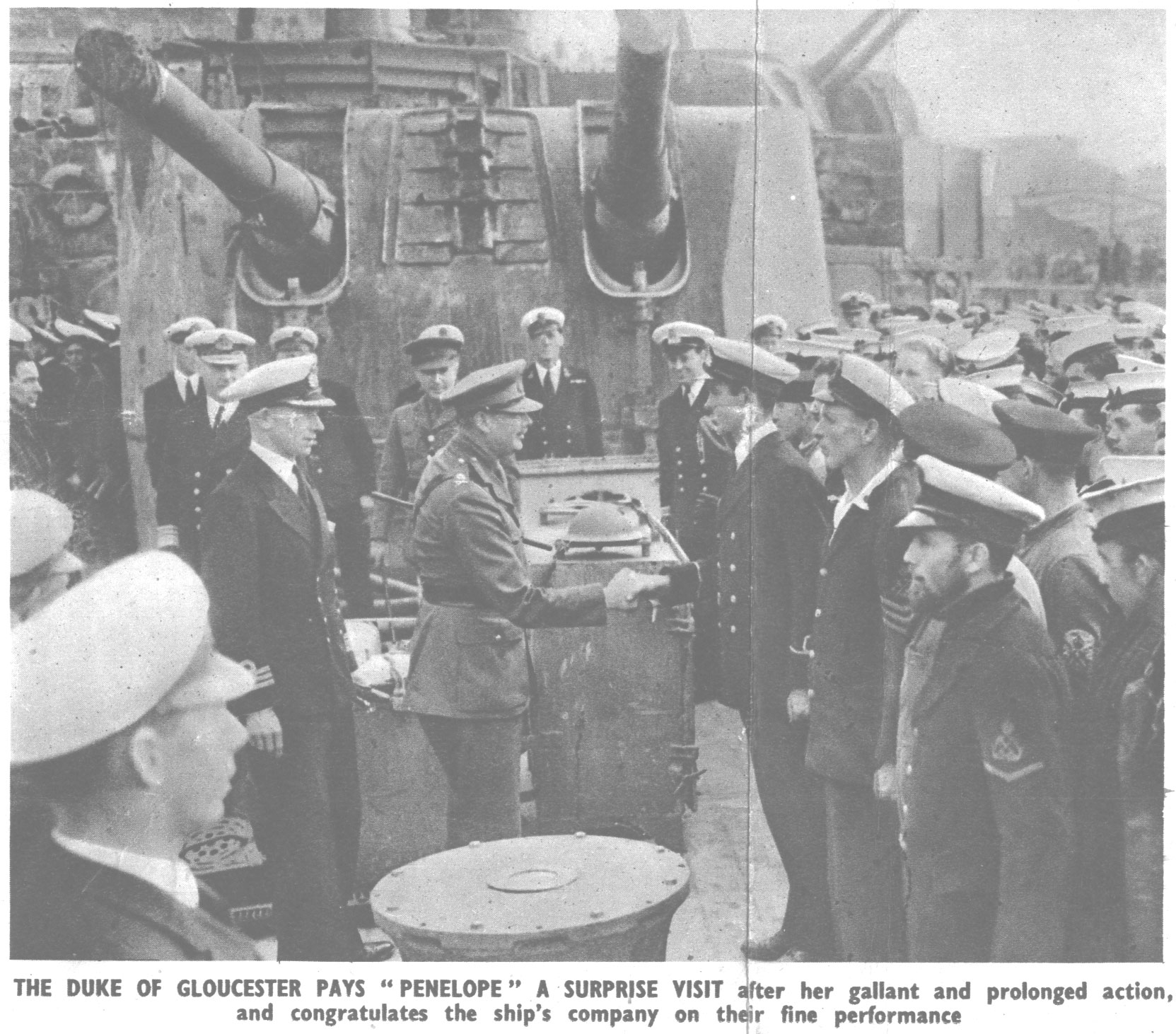
El duc de Gloucester visita el Penelope

Els danys van ser importants i van requerir diversos mesos a casa després de reparacions temporals a Gibraltar. El duc de Gloucester va visitar el vaixell l'11 d'abril, que originalment havia deixat la seva placa de quilla. El duc també va visitar el capità Nicholl a l'hospital. El Primer Lord del Mar va felicitar el vaixell per la seva exitosa arribada a Gibraltar. S'havia replantejat la qüestió de les reparacions del Penelope i es va decidir enviar-lo als Estats Units. En conseqüència, va sortir de Gibraltar el 10 de maig de 1942, cap al Navy Yard a Nova York via Bermudes, arribant el 19 de maig. Va estar en reparació fins al setembre i va arribar a Norfolk, Virgínia el 15 de setembre, procedint, de nou per Bermudes, a Portsmouth, Anglaterra, on va arribar l'1 d'octubre de 1942. El rei, en una investidura al Palau de Buckingham, va condecorar 21 oficials i homes del Penelope com "Herois de Malta". Entre els seus premis hi havia dues ordres del servei distingit, una  creu del servei distingit i dues medalles del servei distingit.

### Mediterrani occidental
El Penelope va arribar a Scapa Flow el 2 de desembre i va romandre a les aigües locals fins a mitjans de gener de 1943. Va sortir del Clyde el 17 de gener cap a Gibraltar, on va arribar el 22 de gener. Havia estat assignada al 12è Esquadró de Creuers, en el qual va operar amb la Flota de la Mediterrània Occidental sota la bandera de l'almirall Sir Andrew Cunningham durant el seguiment de l'operació Torxa, els desembarcaments al nord d'Àfrica.
L'1 de juny de 1943, el Penelope i els destructors Paladin i Petard van bombardejar l'illa italiana de Pantelleria. La força va rebre trets de l'enemic a canvi i Penelope va ser colpejat una vegada, però va patir pocs danys. El 8 de juny de 1943, amb el creuer Newfoundland i altres vaixells, va participar en un nou bombardeig intens de l'illa. Es va rebutjar una demanda per a la seva rendició. La mateixa força va sortir de Malta el 10 de juny, per cobrir l'assalt (Operació Llevataps), que va resultar en la rendició de l'illa l'11 de juny de 1943. Els dies 11 i 12 de juny el Penelope també va participar en l'atac a Lampedusa, que va caure en mans dels Les forces britàniques el 12 de juny de 1943.
El 10 de juliol de 1943, amb l'Aurora i dos destructors, el Penelope va dur a terme un bombardeig de diversió de Catània com a part de la conquesta de Sicília (Operació Husky, la invasió aliada de Sicília). Després, la flotilla es va traslladar a Taormina on es va bombardejar l'estació de ferrocarril. L'11 de juliol, el Penelope va abandonar Malta amb el 12è Esquadró de Creuers com a part de la Força H per donar cobertura al flanc nord de l'assalt a Sicília. Durant la resta de juliol i agost, va participar en diversos altres suports i escombrades navals durant la campanya per Sicília.

### Força Q
El 9 de setembre de 1943, el Penelope va formar part de la Força Q per a l'Operació Allau, el desembarcament aliat a Salern, Itàlia, durant el qual va augmentar la força de bombardeig. El Penelope va abandonar la zona de Salern el 26 de setembre amb l'Aurora i a principis d'octubre va ser traslladat al Llevant davant un possible atac a l'illa de Kos al Dodecanès. El 7 d'octubre, amb el creuer Sirius i altres vaixells, va enfonsar sis vaixells de desembarcament enemics, un vaixell de municions i un vaixell d'arrossegament armat davant de Stampalia. Mentre els vaixells es retiraven per l'estret de Scarpanto al sud de Rodes, van ser atacats per 18 bombarders en picat Ju 87 Stuka del I Gruppe Sturzkampfgeschwader 3 MEGARA. Encara que va ser danyat per una bomba, el Penelope va poder tornar a Alexandria a 22 nusos (41 km/h; 25 mph). El 19 de novembre de 1943 el vaixell es va traslladar a Haifa en relació amb possibles esdeveniments en la situació del Líban. Cap a finals de 1943, va rebre l'ordre d'anar a Gibraltar per a l'Operació Stonewall, (funcions anti-bloqueig-corredor), a l'Atlàntic. El 27 de desembre, les forces d'aquesta operació van destruir el bloqueig alemany Alsterufer que va ser enfonsat per avions que cooperaven amb vaixells de la Royal Navy. El Penelope va tornar a Gibraltar el 30 de desembre i va participar en l'Operació Shingle, l'assalt amfibi a Anzio, Itàlia, proporcionant suport de trets com a part de la Força X amb l'USS Brooklyn el 22 de gener de 1944. També va ajudar en els bombardejos a la zona de Formia durant el operacions posteriors. Va fer vuit trets el 8 de febrer.

### Enfonsament
El 18 de febrer de 1944, el Penelope, sota el comandament del Comandant George Devereux Belben, abandonava Nàpols per tornar a la zona d'Anzio quan va ser torpedinat a la posició 40° 33′ N, 13° 15′ E / 40.55°N,13.25°E pel submarí alemany  U-410 sota el comandament d'Horst-Arno Fenski. Un torpede va impactar a la sala de màquines de popa i va ser seguit setze minuts més tard per un altre torpede que va impactar a la sala de calderes de popa, fent que immediatament comencés a enfonsar-se; 417 membres de la tripulació, inclòs el capità, van enfonsar-se amb el vaixell, amb només 206 supervivents. Una placa commemorativa que commemora els perduts es troba a l'església de St Ann, HM Dockyard, Portsmouth.

## A la cultura popular
C. S. Forester, autor de la sèrie d'històries marines Horatio Hornblower ambientada en l'època de les guerres napoleòniques, va publicar la seva novel·la The Ship el maig de 1943. Està ambientada en la guerra del Mediterrani i segueix un creuer lleuger de la Royal Navy en una acció on derrota una força italiana superior. L'autor va dedicar el llibre "amb el més profund respecte als oficials i la tripulació de l'HMS Penelope ". La història del fictici HMS Artemis es basa, però no segueix en detall, la Segona Batalla de Sirte. El llibre es va publicar abans que el Penelope fos enfonsat. L'antiga política britànica Penny Mordaunt porta el nom pel Penelope.